# (7573) Basfifty
(7573) Basfifty (1989 VX) – planetoida z grupy pasa głównego asteroid okrążająca Słońce w ciągu 5,47 lat w średniej odległości 3,1 j.a. Odkryta 4 listopada 1989 roku.